# Северски SEV-2XP
Северски SEV-2XP (енгл. Seversky SEV-2XP) је амерички двоседи ловац. Авион је први пут полетео 1935. године. 

Највећа брзина авиона при хоризонталном лету је износила 441 km/h.
Распон крила авиона је био 7,49 метара, а дужина трупа 10,97 метара. Празан авион је имао масу од 1633 kg. Нормална полетна маса износила је око 2198 kg. Био је наоружан са једним митраљезом калибра 12,7 mm и једним митраљезом калибра 7,62 mm Колт-Браунинг који туку напред, и једним 7,62 mm у задњем делу кабине.

## Наоружање
| Наоружање авиона: Северски     |                                                  |
| Ватрено (стрељачко) наоружање  |                                                  |
| Топ                            |                                                  |
| Митраљез                       |                                                  |
| Број и ознака митраљеза        | 12,7 мм напред + 7,62 мм напред + 7,62 мм позади |
| Калибар                        | 7,62, 12,7                                       |
| Бомбардерско наоружање (бомбе) |                                                  |
| Ракетно наоружање (ракете)     |                                                  |